# Mark Hughes
Leslie Mark Hughes (født 1. november 1963 i Ruabon, Wrexham, Wales) er en tidligere walisisk fodboldspiller og har tidligere været træner for blandt andet Premier League-klubberne Manchester City og Fulham F.C.. Hughes spillede på det walisiske landshold, hvor han opnåede 72 kampe hvorunder han scorede 16 mål. Hughes var målscoreren, da Wales den 9. september 1987 besejrede Danmarks fodboldlandshold med 1-0 i Cardiff i en kvalifikationskamp til EM-slutrunden 1988.

## Professionel fodboldkarriere
I sin professionelle karriere blev han mest kendt for sin tid hos Manchester United, som Hughes fik kontrakt med allerede i 1980 i en alder af 16 år. Han debuterede på Manchester Uniteds førstehold i 1983-84 sæsonen i en kamp mod Oxford United i FA Cup'en. Hughes scorede i sin debutkamp. Hughes forblev i Manchester United indtil 1986, hvorefter han skiftede til FC Barcelona. Hughes skulle i Barcelona have dannet angrebsduo med Gary Lineker, men opholdet blev ikke succesfuldt, og efter kun en enkelt sæson blev Hughes lejet ud til Bayern München. Opholdet i tysk forbold var mere succesfuldt, men Hughes valgte alligevel at vende tilbage til Manchester United i 1988, hvor han spillede frem til 1995, hvor han blev solgt til Chelsea F.C.. I 1998 skiftede Hughes til Southampton F.C. og siden til Everton F.C. og Blackburn Rovers, hvor han afsluttede sin karriere som spiller i 2002.

## Titler og hædersbevisninger
Som spiller opnåede Hughes at vinde Premier League 2 gange (med Manchester United i 92-93 og 93-94  og FA Cup'en 4 gange (3 med Manchest United og 1 med Chelsea) og den engelske League Cup 3 gange (med Manchester United, Chelsea og Blackburn Rovers). I europæisk sammenhæng vandt han Den Europæiske Pokalturnering to gange, med Manchester United i 1991 og med Chelsea i 1998. 
Hughes blev i 1988-89 kåret som Årets spiller i England, og blev den første spiller, der modtog denne hæder to gange, da han i 1990-91 igen blev Årets spiller. 
Hughes blev optaget i den britiske Football Hall of Fame i 1997.

## Karriere som træner
I 1999 blev han udpeget som træner for det waliske landshold, en post som han beholdt indtil 2004. Han blev herefter træner for Blackburn Rovers i perioden 2004-2008, indtil han blev tilbudt posten som træner for Manchester City FC. Hughes blev dog den 19. december 2009 blev fyret fra Manchester City.
I juli 2010 tiltrådte Hughes som træner for Fulham F.C., og han førte klubben frem til en 8. plads i Premier League, da sæsonen endte i sommeren 2011. Mark Hughes valgte imidlertid i juni 2011 at fratræde som træner i Fulham.
Den 10. januar 2012 blev han udnævnt til ny træner for Queens Park Rangers. Det lykkedes ham at guide klubben væk fra nedrykning. Han blev fyret den 23. november 2012 pga. en dårlig sæsonstart med 12 kampe og ingen sejre, hvilket betød at klubben lå sidst i Premier League. Fra 2016 træner for Stoke City Premier League